# HMS Valiant (1914)
HMS Valiant var ett av fem slagskepp av Queen Elizabeth-klass som byggdes för Royal Navy under tidigt 1910-tal. Hon deltog i Skagerrakslaget under första världskriget som en del av Grand Fleet. Förutom det slaget, och den korta striden aktionen den 19 augusti, bestod hennes tjänst under kriget i allmänhet av rutinpatruller och träning i Nordsjön. Hon deltog i ytterligare insatser under andra världskriget i Medelhavet och Fjärran Östern.

## Design och beskrivning
Fartygen i Queen Elizabeth-klassen utformades för att bilda en snabb eskader som var avsedd att operera mot de ledande fartygen i motståndarens slaglinje. Detta krävde maximal offensiv kraft och en hastighet som var flera knop snabbare än något annat slagskepp för att de skulle kunna besegra alla typer av fartyg.

### Maskineri
Valiant hade en total längd på 195 meter, en bredd på 27,6 meter och ett djupgående på 10,1 meter. Hon hade ett normalt deplacement på 33 110 ton och 33 794 ton vid full last. Fartyget drevs av två set av Brown-Curtis-ångturbiner som vardera drev två axlar med ånga från 24 Babcock & Wilcox-pannor. Turbinerna hade en nominell effekt på 75 000 axelhästkrafter (56 000 kW) och var avsedda att nå en maxhastighet på 25 knop (46,3 km/h). Fartyget hade en räckvidd på 5.000 nautiska mil (9.260 km) vid en marschfart på 12 knop (22,2 km/h). Besättningen bestod av 919 officerare och sjömän år 1915 och 1 218 år 1919.

### Bestyckning
Queen Elizabeth-klassen var utrustad med åtta 38,1 cm Mk I-kanoner i fyra torn med dubbla kanoner, i två par för och akter om överbyggnaden, betecknade "A", "B", "X" och "Y" från för till akter. Tolv av de fjorton 15,2 cm Mk XII-kanonerna var monterade i kasematter längs fartygets bredsida midskepps; det återstående paret var monterat på fördäck nära den aktre skorstenenen och skyddades av kanonsköldar. Luftvärnet bestod av två snabbskjutande 7,6 cm 20-cwt Mk I kanoner. Fartygen var utrustade med fyra nedsänkta 53,3 cm torpedtuber, två på varje bredsida.

### Modifikationer
Mellan 1929 och 1930 lades torpedskydd till, vilket ökade bredden till 31,70 meter. De två skorstenarna byggdes om till en och åtta 40 mm luftvärnskanoner monterades. Två av torpedtuberna togs bort och flygplansplattformarna ersattes av en katapult. Dessa modifieringar ökade det maximala deplacementet till 35 970 ton. År 1936 lades en andra oktupel-montering för 40 mm kanoner till. Mellan mars 1937 och november 1939 genomgick hon en fullständig ombyggnad i Devonport. Maskineriet ändrades till åtta Admiralty-pannor med fyra Parson-ångturbiner som producerade totalt 80.000 shp (60.000 kW). Bränslekapaciteten var 3 393 ton olja, och maxhastigheten reducerades till 23,5 knop (43,5 km/h) trots den ökade effekten, på grund av det ökade deplacementet och djupgåendet. Däckspansaret ökades till 130 mm över magasinen och 65 mm över maskineriet. Sekundärbestyckningen ändrades till 20 stycken 11,4 cm Mk I allmålskanoner i tio dubbelmontage och det korträckviddiga luftvärnet bestod av fyra oktupel-monterade 40 mm automatkanoner. Dessa modifieringar ökade djupgåendet till 10 meter och det maximala deplacementet till 36 513 ton.

## Konstruktion och tjänstgöring
HMS Valiant kölsträcktes vid Fairfield Shipbuilding and Engineering Company, Govan den 31 januari 1913, sjösattes den 4 november 1914 och togs i bruk den 19 februari 1916 under befäl av kapten Maurice Woollcombe för tjänstgöring i Grand Fleet.

### Första världskriget
Efter färdigställandet den 19 februari 1916 anslöt sig Valiant till den nyligen bildade femte stridseskadern i Grand Fleet. I ett försök att locka ut en del av Grand Fleet ur sina hamnar och förstöra den lämnade den tyska Högsjöflottan, bestående av 16 slagskepp, 6 slagkryssare och andra fartyg, Wilhelmshaven tidigt på morgonen den 31 maj. Enligt planen skulle Hipper lämna Wilhelmshaven med slagkryssarna i 1:a och de lätta kryssarna i 2:a rekognoseringsgruppen och seglade norrut utom synhåll från den danska kusten. Där skulle han provocera fram en avfärd av brittiska fartyg genom att anfalla kuststäder och locka dem mot Högsjöflottan. Underrättelseavdelningen i det brittiska amiralitetets rum 40 hade snappat upp och avkodat tysk radiotrafik som innehöll operationsplaner. Som ett resultat av detta beordrade amiralitetet Jellicoe och Beatty att segla den natten med Grand Fleet från Scapa Flow, Cromarty och Rosyth för att skära av och förstöra Högsjöflottan. Efter att 5:e stridseskadern lämnat Rosyth på morgonen beordrade Beatty en kursändring åt nordost kl. 14.15 för att ansluta till Grand Fleet. Klockan 2:20 upptäckte Hippers slagkryssare Beattys slagkryssare. Kl. 14.32 beordrade Beatty en kursändring mot ost-sydost för att skära av tyskarnas reträttlinje. Hipper beordrade sina fartyg att vända mot styrbord och sätta en sydostlig kurs. Med denna vändning föll Hipper tillbaka till Högsjöflottan, som var 97 kilometer bakom honom. Beatty ändrade sedan också kurs österut för att komma ikapp Hipper. Klockan 3:05 hade den 5:e stridseskadern nått ett avstånd där den kunde anfalla de tyska lätta kryssarna. Klockan 3:08 hade 5:e stridseskadern nått de tyska slagkryssarnas bakre del och Valiant öppnade eld mot SMS Moltke som träffades en gång. Situationen förändrades när de tyska slagskeppen kom i sikte klockan 3:40. Eftersom Beatty inte hade signalerat sina avsikter tillräckligt när han vände norrut, var slagskeppen i 5:e stridseskadern på motsatt kurs förbi slagkryssarna och på väg direkt mot den annalkande huvuddelen av Högsjöflottan. Klockan 3:48 öppnade Scheer eld mot de brittiska slagskeppen. Valiant lyckades undvika träffar och besköt i sin tur tre tyska fartyg från ett avstånd på 14 till 16 kilometer kl. 4.30. Valiant fortsatte att delta i striden tills fienden försvann ur sikte på 17 kilometers avstånd omkring kl. 5.02.

### Mellankrigstiden
Från 1919 till slutet av 1924 ingick Valiant i 1:a stridsskvadronen i Atlantflottan varefter hon ingick i 1:a stridsskvadronen i Medelhavsflottan fram till mars 1929. Den 2 december 1930 togs hon åter i tjänst för tjänst i Atlanten där hennes besättning 1931 deltog i Invergordon-myteriet. I mars 1932 överfördes hon till Home Fleet tills hon i juli 1935 återigen befann sig i Medelhavet.

### Andra världskriget
Den 30 november 1939 togs Valiant i tjänst i Devonport och placerades i amerikanska och karibiska vatten. Hon återvände till Storbritannien i december 1939, eskorterade kanadensiska trupper över Atlanten och anslöt sig till Home Fleet den 7 januari 1940. Valiant deltog i eskortuppdrag för trupptransporter och i maj 1940 stödde hon de brittiska landstigningsstyrkorna i den norska kampanjen. Där undkom slagskeppet med nöd och näppe en torped avfyrad av U 38.

#### Mers-el-Kébir
När Frankrike kapitulerade den 22 juni 1940 låg huvuddelen av den franska flottan i Mers-el-Kébir. Eftersom den brittiske premiärministern Winston Churchill var mycket orolig för att de franska fartygen skulle falla i tyskarnas händer och inte trodde på Vichyregimens försäkringar om att den skulle hindra tyskarna från att beslagta fartygen, tänkte han ge fransmännen ett ultimatum. Onsdagen den 3 juli 1940 dök Force H under befäl av viceamiral James Fownes Somerville, bestående av hangarfartyget Ark Royal, slagkryssaren Hood, slagskeppen Valiant, Resolution och Nelson samt andra kryssare och jagare, upp utanför hamninloppet. Somerville meddelade amiral Marcel Gensoul via radio om de brittiska kraven. Efter att ultimatumet löpt ut öppnade Valiant eld tillsammans med Hood och Resolution. Dunkerque, Provence och Bretagne träffades och skadades svårt, den senare exploderade och sjönk. Efter att Somerville hade upphört med elden för att ge Gensoul ytterligare en chans, förbisåg han att Strasbourg tillsammans med de fem återstående jagarna hade flytt ut på öppet hav bakom den tjocka röken från explosionerna. Strasbourg, tillsammans med jagarna Volta, Tigre och Le Terrible, nådde Toulon på kvällen den 4 juli. I september anslöt hon sig till hangarfartyget HMS Illustrious med eskadern i Alexandria. Under resten av året seglade hon på eskortuppdrag i Medelhavet, främst i samband med flottans framryckningar. Natten mellan den 18 och 19 december besköt hon tillsammans med Warspite den albanska hamnen Valona.

#### Slaget vid Kap Matapan

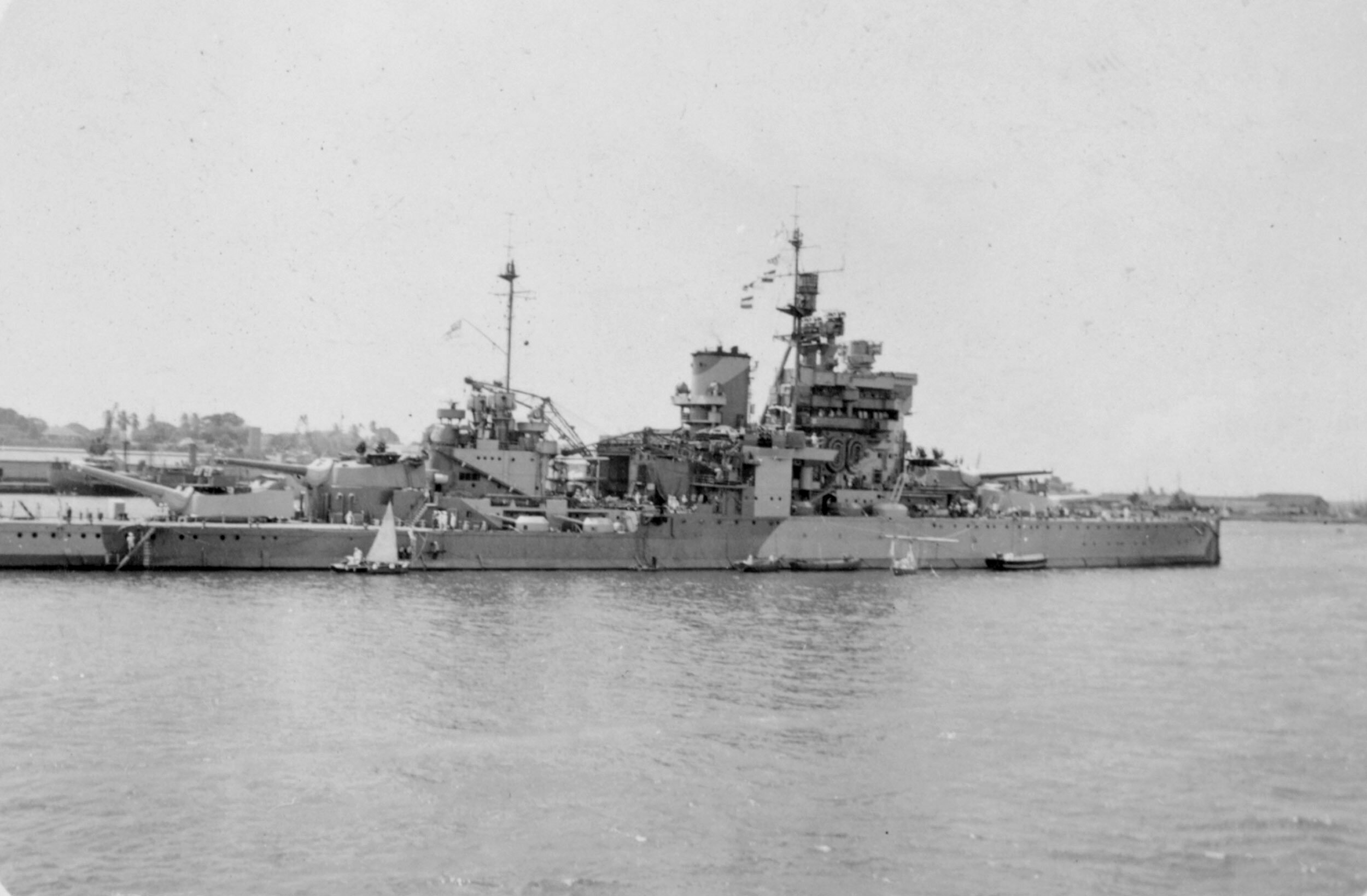
Valiant under andra världskriget

Med hjälp av ett avlyssnat radiomeddelande från Luftwaffe som avkodats av ULTRA fick amiral Cunningham veta att italienarna, under befäl av viceamiral Angelo Iachino, hade för avsikt att attackera den brittiska flottan för att avleda dem från att transportera tyska trupper till Nordafrika. Efter att italienarna seglat ut i en konvoj med 22 fartyg, inklusive slagskeppet Vittorio Veneto, den 26 mars, förde Cunningham alla fartyg i position, inklusive Barham. Den 28 mars mötte brittiska kryssare den italienska flottan men tvingades retirera av Vittorio Veneto. Cunningham beordrade då en flygattack. Flera flyganfall av Formidables Fairey Swordfish torpedflygplan skadade Vittorio Veneto och förlamade den tunga kryssaren Pola. Vittorio Veneto flydde västerut när mörkret föll. Senare samma kväll beordrade amiral Iachino de två andra tunga kryssarna i 1:a divisionen att hjälpa Pola i mörkret. De italienska fartygen och britterna anlände nästan samtidigt till Polas position, men italienarna visste inte om att britterna befann sig i närheten. Å andra sidan visste britterna exakt var italienarna befann sig, tack vare sina radarutrustade fartyg. De öppnade eld på nära håll och sänkte Zara och Fiume.

#### Slaget om Kreta
I maj 1941 opererade Valiant utanför Kreta och träffades av två bomber.

#### Alexandria
Den 19 december 1941 skadades Valiant allvarligt av minor utlagda av italienska grodmän från Decima Flottiglia MAS, som kom in i Alexandrias hamn med  "mänskliga torpeder" ("maiali"). Hennes systerfartyg Queen Elizabeth skadades också. Löjtnant Durand de la Penne placerade ut minorna på Valiant. De andra två teamen fäste sina minor och flydde, men de la Pennes maiale gick sönder. De la Penne tryckte ner miniubåten under Valiant och lät den ligga kvar på botten. Sedan kom han och hans följeslagare korpral Emilio Bianchi fram och tillfångatogs. De förhördes av kapten Charles Morgan, men berättade ingenting för honom. Några minuter innan minorna skulle detonera, när det var för sent att hitta och avaktivera dem, informerade han Morgan om deras existens (men inte deras position) för att besättningen ombord skulle kunna evakuera. De hölls kvar i det låsta utrymmet, som (utan att de eller Morgan visste om det) låg precis ovanför den plats där minan skulle explodera. Båda skadades av explosionen, men överlevde. Minan som var fäst vid Valiant var faktiskt inte i kontakt med hennes skrov, så skadorna var mycket mindre allvarliga än för Queen Elizabeth. Trots att hon nästan var immobiliserad kunde hon, om än bara under några dagar, ge intryck av att vara fullt stridsberedd, åtminstone tills hon kunde repareras. Valiant reparerades i Durban, Sydafrika, genomförde tester efter reparationen i juli 1942 och deltog i övningar med den östra flottan följande månad. I slutet av augusti deltog Valiant i Operation Touchstone, en övning för att testa Östafrikas försvar mot en sjöburen invasion och för att genomföra en generalrepetition för Operation Ironclad, invasionen av franska Madagaskar. Hon stannade kvar i afrikanska farvatten till slutet av året och återvände till Devonport för en ombyggnad i januari 1943.

#### Sicilien och Italien
Den 17 juni lämnade Valiant Scapa Flow för Gibraltar tillsammans med Nelson, Rodney och Warspite och anslöt sig till Force H vid ankomsten. Mellan den 2 och 3 september skyddade Valiant och Warspite anfallet över Messinasundet och besköt de italienska kustbatterierna vid Reggio. Hon återvände hem för översyn i oktober 1943. När den var klar den 1 december avdelades Valiant till östra flottan.

#### Olyckan på Ceylon
1944 skickades Valiant till Fjärran Östern för att ansluta sig till den östra flottan. Där deltog hon i räder mot japanska baser i Indonesien. Den 8 augusti 1944 skadades hon allvarligt i en olycka med den flytande torrdockan i Trincomalee, Ceylon. Torrdockan höjdes med Valiant i den genom att pumpa vatten från ballasttankar. Tankarna tömdes i fel ordning för Variants viktfördelning, som förvärrades av hennes fulla ammunitionslast. Resultatet blev att torrdockan överbelastades i sina ändar, bröt ryggen och sjönk. Valiants två inre propellrar fastnade liksom ett av hennes roder. Valiant hade hållit ångan uppe och kunde undvika värre skador eller att sjunka.

### Öde
Man beslutade att segla Valiant till Alexandria, där det fanns lämpliga dockningsmöjligheter. Men hon kunde inte segla på en rak kurs och kunde inte göra mer än 8 knop (15 km/h). Hon tog sig så långt som till Suez Bay, men kunde inte försöka ta sig igenom Suezkanalen i det tillståndet. Kapten Peter Keeble, en erfaren dykare och bärgningsexpert, övervakade personligen avlägsnandet av hennes två inre propelleraxlar nära körteln. A-fästena som höll axlarna och skruvarna kapades också, så att både skruvar och axlar föll till botten. Keeble hade förbättrat tillgängliga undervattensskärbrännare genom att kombinera brittisk och italiensk teknik för att skära bort de tjocka propelleraxlarna. Hon återvände till Storbritannien och togs ur drift i juli 1945. Hon såldes för skrotning den 19 mars 1948.